# غريغوريوس مصرشاه
الأسقف غريغوريوس يشوع عبد الأحد بن مصرشاه (؟ - 1715) هو أول أسقف للقدس في شراكة كاملة مع بابا الفاتيكان.

## سيرته
اتخذت الكنيسة السريانية الكاثوليكية مدينة أنطاكية التاريخية مقرًا لها وتأتي القدس بعدها في الترتيب بمرتبة رئاسة أسقفية. وقد عين الأسقف غريغوريوس مصرشاه أسقفًا عليها في أبريل 1678 وكرسه البطريرك إغناطيوس بطرس السادس شهبادين. ويعتبر الأسقف غريغوريوس أول أسقف للقدس من الكنيسة السريانية الكاثوليكية بعد اتحادها بالكنيسة الرومانية الكاثوليكية. سافر مع البطريرك بطرس السادس بحرًا إلى روما عبر قبرص في عام 1696.
توفي سنة 1715.